# Trouble envahissant du développement
Pour les articles homonymes, voir TED.
 Mise en garde médicale
Troubles envahissants du développement (TED) est une dénomination utilisée dans le DSM-IV (1994) et la CIM-10, qui correspond en grande partie au trouble du spectre autistique (TSA) dans le DSM-V. Ces troubles du développement apparaissent dans l'enfance. Ils se caractérisent par des altérations de certaines fonctions cognitives qui affectent les capacités de communication ou la socialisation de l'individu, associées à des intérêts restreints ou des comportements stéréotypés.

## Histoire
L'arrivée de la notion de troubles envahissants du développement, en anglais pervasive developmental disorders, fait disparaître la notion de « psychose » des classifications internationales. La version suivante du DSM (DSM-IV-R) maintient cette classification bien que syndrome de Rett et le trouble désintégratif de l'enfance, inclus dans les TED, soient suspectés d'avoir des origines génétiques différentes.

## Symptomatologie
Pour la CIM 10, les TED (code F84.0 à F84.9) sont définis comme un « Groupe de troubles caractérisés par des altérations qualitatives des interactions sociales réciproques et des modalités de communication, ainsi que par un répertoire d'intérêts et d'activités restreint, stéréotypé et répétitif. Ces anomalies qualitatives constituent une caractéristique envahissante du fonctionnement du sujet, en toutes situations. » Les troubles envahissants du développement (TED) ont en commun une association de symptômes connue sous le nom de triade de Wing, du nom de la chercheuse anglaise Lorna Wing qui a prouvé par une étude clinique et statistique que cette association de trois catégories de symptômes survenait plus souvent que ne le voulait le hasard, donc qu'il s'agissait bien d'un syndrome (ensemble de signes survenant ensemble). Ces troubles incluent : troubles de la communication verbale et non verbale, troubles des relations sociales, et centres d'intérêt restreints et/ou des conduites répétitives.
La sévérité des symptômes est variable d'un individu à l'autre. La subdivision actuelle (dans la CIM 10) en cinq catégories très différentes l'une de l'autre complexifie encore les tableaux cliniques. La sévérité des symptômes est aussi variable au cours de la vie, avec une relative tendance spontanée à l'amélioration même en l'absence de prise en charge éducative spécifique, mais cette évolution spontanée favorable reste en général très modeste sauf dans les formes les moins sévères, et en excluant le syndrome de Rett à évolution neurologique dégénérative et les troubles désintégratifs de l'enfance, dont l'évolution psychopathologique est particulière. Il peut donc être amené à donner le diagnostic de TED à des personnes présentant des difficultés d'intensité radicalement différente.
La tendance est d'utiliser plutôt le terme de « troubles du spectre autistique », retenu dans le DSM-5 (classification américaine), pour désigner l'étendue des troubles caractéristiques des TED, par analogie avec le spectre du rayonnement solaire tel qu'il peut être observé en faisant passer un rayon de soleil à travers un prisme.
Il a été permis par la classification (obsolète) DSM-IV d'utiliser le diagnostic de trouble envahissant du développement non spécifié (TED-NoS) pour rendre compte de situations où les troubles ne sont présents que dans deux des trois catégories de symptômes. Ce dernier diagnostic de TED-NoS englobait donc une partie substantielle des pathologies de TED.
Ainsi, les troubles de communication peuvent aller du mutisme total avec incompréhension du langage parlé et écrit et absence de mimiques congruentes à l'humeur, à des difficultés de communication portant essentiellement sur la pertinence de la communication verbale (en particulier sur le plan de la compréhension des implicites) et non verbale (communication gestuelle, expressions du visage) et sur l'adaptation à l'interlocuteur. Dans ces cas, le vocabulaire peut même parfois être précis, voire pédant, et le timbre de voix ou l'intonation peuvent sembler bizarres, mais ce ne sont pas des critères obligatoires.
Les troubles de la socialisation peuvent aller de l'absence de recherche de contact sociaux (même pour satisfaire des besoins physiologiques comme la faim), à des situations où la personne cherche à avoir des amis mais ne sait pas comment s'y prendre, ou bien est une proie facile de la roublardise des autres, du fait d'une grande naïveté (très supérieure à ce qu'il peut être attendu chez une personne de même âge et de QI comparable).
Enfin, les centres d'intérêt restreints et les conduites répétitives peuvent aussi varier, allant de situations où la personne n'aura que des conduites répétitives et non fonctionnelles (activité de dénombrement, stéréotypies gestuelles, tics, grimaces, déambulation, etc.) jusqu'à des persévérations, des difficultés à aborder d'autres sujets de conversation que les centres d'intérêt de la personne, ou des compulsions, des obsessions qui peuvent évoquer au premier abord un trouble obsessionnel compulsif. Il arrive dans les formes les moins sévères de TED que la personne concernée se rende compte du caractère hors du commun de ses centres d'intérêt, et développe des stratégies pour les dissimuler, ou en diminuer l'impact sur sa vie sociale. Il arrive parfois dans ces formes relativement peu sévères que ce critère soit tellement accepté par l'entourage, ou tellement atténué, qu'il n'est pas reconnu lorsque la personne consulte.
Il n'est pas exceptionnel de trouver plusieurs personnes atteintes de troubles envahissants du développement à différents degrés dans une même famille élargie.

## Classification
La classification médicale de référence pour les troubles envahissants du développement est la Classification internationale des maladies 10e version (CIM-10) de l'Organisation mondiale de la santé (OMS), auxquelles correspondent les recommandations de 2010 et 2012 de la Haute Autorité de santé. Dans cette classification, ainsi que dans la classification américaine Manuel diagnostique et statistique des troubles mentaux, ces troubles s'inscrivent dans la catégorie des troubles du développement qui apparaissent chez le jeune enfant et qui persistent à l'âge adulte.
Depuis la troisième édition du Manuel diagnostique et statistique des troubles mentaux (DSM-III) en 1981, le terme de « psychose » disparait de la cinquième version de la Classification internationale des maladies (CIM version X) et du DSM-IV-TR. La psychose désigne, selon les auteurs, soit la gravité d'une pathologie au sens psychiatrique du terme, soit la précocité de l'atteinte du développement psychologique et affectif de l'enfant, soit enfin la structuration psychopathologique du sujet en référence aux approches psychanalytiques (freudienne, kleinienne, lacanienne). La synthèse des connaissances de la Haute Autorité de santé expose sur ce point que « les termes « psychose précoce » (cf. CFTMEA-R) ou « psychose infantile » et « psychose infantile précoce » sont contestés en raison des difficultés d’interprétation qu’ils entraînent ».
Le DSM-IV est la référence de classification américaine, et le CFTMEA une référence française. Toutefois, en France, selon les recommandations de la Haute Autorité de santé, le diagnostic doit actuellement être posé sur la base des classifications internationales. Lorsqu'un diagnostic est fait en utilisant la classification française CFTMEA, l'équivalence CIM-10 doit être explicitement mentionnée (l’utilisation des classifications internationales vise à permettre à tous les intervenants, professionnels et parents, d'avoir une meilleure communication par l’utilisation d’une même terminologie). Les troubles envahissants de développement tendent aujourd'hui à être regroupés sous l'appellation générique de troubles du spectre autistique (TSA), même s'il reste des distinctions au sein de ce spectre. Selon une publication de juillet 2009 de l'association Autisme-Europe : « Le terme de diagnostic TSA remplace à présent « autisme » ou encore « trouble envahissant du développement » afin de mettre l’accent sur la spécificité des troubles du développement social et la grande variabilité des symptômes individuels ».
| CIM-10 | CIM-10                                                  | DSM-IV                                            | DSM-5               | CFTMEA |
| ------ | ------------------------------------------------------- | ------------------------------------------------- | ------------------- | --- |
| F.84   | TED                                                     | TED                                               | TSA                 | Psychoses précoces (TED) |
| F.84.0 | Autisme infantile                                       | Troubles autistiques                              | Inclus dans les TSA | Autisme infantile précoce – type Kanner |
| F.84.1 | Autisme atypique                                        | NC                                                | Inclus dans les TSA | Autres formes de l’autisme - Psychose précoce déficitaire - Retard mental avec troubles autistiques - Autres psychoses précoces ou autres - TED - Dysharmonie psychotique |
| F.84.2 | Syndrome de Rett                                        | Syndrome de Rett                                  | NC                  | Troubles désintégratifs de l’enfance |
| F.84.3 | Autres troubles désintégratifs de l’enfance             | Troubles désintégratifs de l’enfance              | NC                  | Troubles désintégratifs de l’enfance |
| F.84.4 | Troubles hyperactifs avec retard mental et stéréotypies | NC                                                | NC                  | NC |
| F.84.5 | Syndrome d'Asperger                                     | Syndrome d'Asperger                               | Inclus dans les TSA | Syndrome d'Asperger |
| F.84.8 | Autres troubles envahissants du développement           | NC                                                | NC                  | NC |
| F.84.9 | Trouble envahissant du développement non spécifié       | Trouble envahissant du développement non spécifié | Inclus dans les TSA | NC |

### Psychanalyse
La communauté d'inspiration psychanalytique française (dont la Classification française des troubles mentaux de l'enfant et de l'adolescent) utilise toujours ce terme de psychose, et dans le cas de l'autisme de « psychose de survenue précoce »[réf. souhaitée].
Selon Geneviève Macé d'Autisme France, cette dernière approche aurait quatre inconvénients : elle augmente l'angoisse des parents dont l'enfant reçoit des diagnostics différents ; elle fait obstacle en France à la recherche internationale sur la génétique de l'autisme ; elle privilégie l'hospitalisation au détriment d'une éducation adaptée ; et elle privilégie les théories psychanalytiques aux dépens d'autres approches.

## Diagnostic
Ces troubles sont définis par la Classification internationale des maladies (CIM-10) et le Manuel diagnostique et statistique des troubles mentaux (DSM-IV). Les catégories diagnostiques retenues incluent : autisme (autisme infantile, autisme atypique), syndrome de Rett, trouble désintégratif de l'enfance, syndrome d'Asperger et trouble envahissant du développement non spécifié. Le terme de trouble envahissant du développement fait référence à différents troubles : c'est pourquoi il correspond plutôt à une catégorie de diagnostic et non à un diagnostic spécifique.

## Traitement
Des recommandations de bonnes pratiques ont été publiées par la Haute Autorité de santé. Elle visent à améliorer le repérage des troubles et le diagnostic des TED chez l'enfant (2005), chez l'adulte (2011), quelle que soit sa situation grâce à une meilleure connaissance de l'autisme par les professionnels, quelle que soit leur qualification et leur lieu de pratique. Des recommandations de bonnes pratiques pour l'enfant ont été publiées en mars 2012. Des recommandations pour l'adulte sont en cours.

## Confusion avec l'autisme
Le rapport alternatif produit par l'association Alliance Autiste le 25 février 2015 pour le Comité des droits de l'enfant de l'ONU mentionne dans le témoignage d'une mère, le refus de diagnostic exercé par un pédopsychiatre à l'encontre de son fils, dont le trouble s'accentue au fil des années avec une injonction consistant à la dissuader d'obtenir des renseignements sur Internet au sujet du terme de troubles envahissant du développement. Ce médecin estime que ce terme est maintenant associé à l'autisme, mais que son fils est atteint de troubles psychotiques.